# 9121 Stefanovalentini
9121 Stefanovalentini este o planetă minoră (asteroid) din centura de asteroizi. A fost descoperită pe 24 februarie 1998 la osservatorio Colleverde di Guidonia⁠(d) de Vincenzo Silvano Casulli⁠(d) și a fost numită după Stefano Valentini⁠(d). 
Obiectul prezintă o orbită caracterizată de o semiaxă mare de 3,8861172 UAi, o excentricitate de 0,04, o înclinație de 4,64532 ° în raport cu ecliptica.